# Ripabottoni
Ripabottoni es un municipio italiano situado en la provincia de Campobasso, en Molise. Tiene una población estimada, a fines de abril de 2024, de 427 habitantes.

## Demografía
| Gráfica de evolución demográfica de Ripabottoni entre 1861 y 2024 |
|                                                                   |
| Fuente: ISTAT - Elaboración gráfica de Wikipedia                  |